# Beatriz Haddad Maia
Beatriz Haddad Maia (ur. 30 maja 1996 w São Paulo) – brazylijska tenisistka, finalistka Australian Open 2022 w grze podwójnej kobiet, finalistka juniorskich French Open 2012 i 2013 w grze podwójnej dziewcząt, reprezentantka kraju w Pucharze Federacji.

## Kariera tenisowa
Treningi tenisowe rozpoczęła w wieku 4 lat. W juniorskich rozgrywkach zadebiutowała w lutym 2010, podczas turnieju w Santiago de Chile. Nieco ponad pół roku później triumfowała w swoim pierwszym turnieju rangi ITF. Grając w parze z Flávią Guimarães Bueno, wygrała deblową imprezę w Mogi das Cruzes. W maju 2011 zadebiutowała w juniorskim Wielkim Szlemie. Pięć miesięcy później odniosła swoje pierwsze turniejowe zwycięstwo w gronie seniorek, pokonując Bárbarę Luz w finale imprezy w Goiânii. W marcu 2012 dotarła do finału dużej juniorskiej imprezy w Porto Alegre, w którym uległa Annie Danilinie 2:6, 3:6. W tym samym roku, grając w parze z Montserrat González, zanotowała finał juniorskiego French Open. Startując w profesjonalnych rozgrywkach, zdobyła tytuł w Ribeirão Preto. W tym samym mieście triumfowała w marcu 2013. Miesiąc później sięgnęła po swoje czwarte zwycięstwo w turnieju ITF o puli 10 000 $ – w Antalyi pokonała Terezę Martincovą 6:4, 6:3. W czerwcu tego roku, grając w parze z Doménicą González, po raz drugi wystąpiła w finale gry podwójnej dziewcząt podczas French Open.
W 2015 roku osiągnęła pierwszy finał zawodów cyklu WTA Tour – w Bogocie razem z Paulą Cristiną Gonçalves pokonały w meczu mistrzowskim Irinę Falconi i Shelby Rogers wynikiem 6:3, 3:6, 10–6.
W sezonie 2017 w parze z Nadią Podoroską zwyciężyły w meczu finałowym w Bogocie. Wygrały w nim 6:3, 7:6(4) z Verónicą Cepede Royg i Magdą Linette 6:3, 7:6(4). We wrześniu osiągnęła pierwszy finał singlowy cyklu WTA Tour – w Seulu przegrała w ostatniej rundzie 7:6(5), 1:6, 4:6 z Jeļeną Ostapenko.
W lutym 2020 roku została zdyskwalifikowana za stosowanie środków dopingujących na 10 miesięcy, uwzględniając przy tym okres tymczasowego zawieszenia.
W 2022 roku w parze z Anną Daniliną wygrały turniej w Sydney, gdzie w meczu mistrzowskim pokonały Vivian Heisen i Pannę Udvardy 4:6, 7:5, 10–8. Wspólnie z Kazaszką doszły do finału Australian Open, w którym przegrały 7:6(3), 4:6, 4:6 z Barborą Krejčíkovą i Kateřiną Siniakovą. W maju triumfowała w rozgrywkach singlowych w turnieju kategorii WTA 125 w Saint-Malo, tydzień później zaś osiągnęła finał singlowy i zwycięstwo deblowe w turnieju tej samej rangi w Paryżu. W czerwcu zwyciężyła w turnieju w Nottingham zarówno w singlu, jak i w deblu. W finale gry pojedynczej pokonała Alison Riske 6:4, 1:6, 6:3, natomiast w ostatnim spotkaniu gry podwójnej razem z Zhang Shuai wygrały 7:6(2), 6:3 z parą Caroline Dolehide–Monica Niculescu. Tydzień później triumfowała w rozgrywkach singlowych w Birmingham, gdzie w finale pokonała Zhang Shuai po kreczu przeciwniczki przy stanie 5:4. W sierpniu osiągnęła finał rozgrywek kategorii WTA 1000 w Toronto, pokonawszy m.in. liderkę rankingu Igę Świątek w trzeciej rundzie. W meczu mistrzowskim uległa Simonie Halep 3:6, 6:2, 3:6. W październiku w parze z Daniliną awansowały do finału zawodów w Guadalajarze, w którym uległy Storm Sanders i Luisie Stefani 6:7(4), 7:6(2), 8–10.
W sezonie 2023 wspólnie z Laurą Siegemund zanotowały finał zawodów rangi WTA 1000 w Indian Wells, w którym przegrały 1:6, 7:6(3), 7–10 z Krejčíkovą i Siniakovą. W maju razem z Wiktoryją Azaranką awansowały do meczu mistrzowskiego w rozgrywkach tej samej rangi w Madrycie, tym razem pokonując Coco Gauff i Jessicę Pegulę 6:1, 6:4.

## Historia występów wielkoszlemowych
Legenda
     W, wygrany turniej
     F, przegrana w finale
     SF, przegrana w półfinale
     QF, przegrana w ćwierćfinale
     xR, przegrana w x rundzie
     A, brak startu
     NH, turniej nie odbył się

### Występy w grze pojedynczej
| Australian Open        | A   | A   | A   | A   | A   | A   | A  | 2R  | 2R  | A   | A  | 2R | 1R | 3R | 3R | 0 / 6  | 7 – 6   |  |  |  |  |  |  |  |  |  |  |
| French Open            | A   | A   | A   | A   | Q3  | Q2  | 1R | A   | Q1  | A   | A  | 2R | SF | 1R | 1R | 0 / 5  | 6 – 5   |  |  |  |  |  |  |  |  |  |  |
| Wimbledon              | A   | A   | A   | A   | Q1  | A   | 2R | A   | 2R  | NH  | Q3 | 1R | 4R | 3R | 2R | 0 / 6  | 8 – 6   |  |  |  |  |  |  |  |  |  |  |
| US Open                | A   | A   | A   | A   | A   | Q1  | 1R | Q2  | A   | A   | Q2 | 2R | 2R | QF |    | 0 / 4  | 6 – 4   |  |  |  |  |  |  |  |  |  |  |
|                        |     |     |     |     |     |     |    |     |     |     |    |    |    |    |    |        |         |  |  |  |  |  |  |  |  |  |  |
| Ranking na koniec roku | 746 | 582 | 288 | 335 | 198 | 211 | 65 | 184 | 120 | 358 | 82 | 15 | 11 | 17 |    | 0 / 21 | 27 – 21 |  |  |  |  |  |  |  |  |  |  |

### Występy w grze podwójnej
| Australian Open        | A   | A   | A   | A   | A   | A   | A   | 3R  | A   | A   | A   | F  | 2R | 3R | 3R | 0 / 5  | 12 – 5  |  |  |  |  |  |  |  |  |  |  |
| French Open            | A   | A   | A   | A   | A   | A   | A   | A   | A   | A   | A   | 2R | 2R | A  | 3R | 0 / 3  | 4 – 3   |  |  |  |  |  |  |  |  |  |  |
| Wimbledon              | A   | A   | A   | A   | A   | A   | 3R  | A   | A   | NH  | A   | 3R | 2R | 1R | 3R | 0 / 5  | 7 – 3   |  |  |  |  |  |  |  |  |  |  |
| US Open                | A   | A   | A   | A   | A   | A   | 1R  | A   | A   | A   | A   | 3R | QF | 3R |    | 0 / 4  | 6 – 4   |  |  |  |  |  |  |  |  |  |  |
|                        |     |     |     |     |     |     |     |     |     |     |     |    |    |    |    |        |         |  |  |  |  |  |  |  |  |  |  |
| Ranking na koniec roku | 714 | 819 | 361 | 349 | 121 | 477 | 106 | 244 | 271 | 588 | 481 | 13 | 24 | 56 |    | 0 / 17 | 29 – 15 |  |  |  |  |  |  |  |  |  |  |

### Występy w grze mieszanej
| Australian Open | A | A | A | A | A | A | A | A | A | A  | A | A  | A | A | A | 0 / 0 | 0 – 0 |  |  |  |  |  |  |  |  |  |  |
| French Open     | A | A | A | A | A | A | A | A | A | NH | A | QF | A | A | A | 0 / 1 | 2 – 1 |  |  |  |  |  |  |  |  |  |  |
| Wimbledon       | A | A | A | A | A | A | A | A | A | NH | A | 2R | A | A | A | 0 / 1 | 1 – 1 |  |  |  |  |  |  |  |  |  |  |
| US Open         | A | A | A | A | A | A | A | A | A | NH | A | A  | A | A |   | 0 / 0 | 0 – 0 |  |  |  |  |  |  |  |  |  |  |
|                 |   |   |   |   |   |   |   |   |   |    |   |    |   |   |   |       |       |  |  |  |  |  |  |  |  |  |  |
|                 |   |   |   |   |   |   |   |   |   |    |   |    |   |   |   | 0 / 2 | 3 – 2 |  |  |  |  |  |  |  |  |  |  |

## Finały turniejów WTA
| Legenda                     | Legenda |
| --------------------------- | ------- |
| Wielki Szlem                |         |
| Igrzyska olimpijskie        |         |
| WTA Tour Championships      |         |
| WTA Elite Trophy            |         |
| 2009 – 2020                 |         |
| WTA Premier Mandatory       |         |
| WTA Premier 5               |         |
| WTA Premier                 |         |
| WTA International Series    |         |
| WTA 125K series (2012–2020) |         |
| od 2021                     |         |
| WTA 1000 (obowiązkowe)      |         |
| WTA 1000 (nieobowiązkowe)   |         |
| WTA 500                     |         |
| WTA 250                     |         |
| WTA 125                     |         |

### Gra pojedyncza 7 (4–3)
| Końcowy wynik | Nr | Data                 | Turniej    | Nawierzchnia | Przeciwniczka     | Wynik finału     |
| ------------- | -- | -------------------- | ---------- | ------------ | ----------------- | ---------------- |
| Finalistka    | 1. | 24 września 2017     | Seul       | Twarda       | Jeļena Ostapenko  | 7:6(5), 1:6, 4:6 |
| Zwyciężczyni  | 1. | 12 czerwca 2022      | Nottingham | Trawiasta    | Alison Riske      | 6:4, 1:6, 6:3    |
| Zwyciężczyni  | 2. | 19 czerwca 2022      | Birmingham | Trawiasta    | Zhang Shuai       | 5:4 krecz        |
| Finalistka    | 2. | 14 sierpnia 2022     | Toronto    | Twarda       | Simona Halep      | 3:6, 6:2, 3:6    |
| Zwyciężczyni  | 3. | 29 października 2023 | Zhuhai     | Twarda       | Zheng Qinwen      | 7:6(11), 7:6(4)  |
| Finalistka    | 3. | 24 sierpnia 2024     | Cleveland  | Twarda       | McCartney Kessler | 6:1, 1:6, 5:7    |
| Zwyciężczyni  | 4. | 22 września 2024     | Seul       | Twarda       | Darja Kasatkina   | 1:6, 6:4, 6:1    |

### Gra podwójna 12 (8–4)
| Końcowy wynik | Nr | Data                 | Turniej         | Nawierzchnia | Partnerka                | Przeciwniczki                         | Wynik finału         |
| ------------- | -- | -------------------- | --------------- | ------------ | ------------------------ | ------------------------------------- | -------------------- |
| Zwyciężczyni  | 1. | 19 kwietnia 2015     | Bogota          | Ceglana      | Paula Cristina Gonçalves | Irina Falconi Shelby Rogers           | 6:3, 3:6, 10–6       |
| Zwyciężczyni  | 2. | 15 kwietnia 2017     | Bogota          | Ceglana      | Nadia Podoroska          | Verónica Cepede Royg Magda Linette    | 6:3, 7:6(4)          |
| Zwyciężczyni  | 3. | 15 stycznia 2022     | Sydney          | Twarda       | Anna Danilina            | Vivian Heisen Panna Udvardy           | 4:6, 7:5, 10–8       |
| Finalistka    | 1. | 30 stycznia 2022     | Australian Open | Twarda       | Anna Danilina            | Barbora Krejčíková Kateřina Siniaková | 7:6(3), 4:6, 4:6     |
| Zwyciężczyni  | 4. | 12 czerwca 2022      | Nottingham      | Trawiasta    | Zhang Shuai              | Caroline Dolehide Monica Niculescu    | 7:6(2), 6:3          |
| Finalistka    | 2. | 23 października 2022 | Guadalajara     | Twarda       | Anna Danilina            | Storm Sanders Luisa Stefani           | 6:7(4), 7:6(2), 8–10 |
| Finalistka    | 3. | 19 marca 2023        | Indian Wells    | Twarda       | Laura Siegemund          | Barbora Krejčíková Kateřina Siniaková | 1:6, 7:6(3), 7–10    |
| Zwyciężczyni  | 5. | 7 maja 2023          | Madryt          | Ceglana      | Wiktoryja Azaranka       | Coco Gauff Jessica Pegula             | 6:1, 6:4             |
| Zwyciężczyni  | 6. | 29 października 2023 | Zhuhai          | Twarda       | Wieronika Kudiermietowa  | Miyu Katō Aldila Sutjiadi             | 6:3, 6:3             |
| Zwyciężczyni  | 7. | 12 stycznia 2024     | Adelaide        | Twarda       | Taylor Townsend          | Caroline Garcia Kristina Mladenovic   | 7:5, 6:3             |
| Finalistka    | 4. | 10 stycznia 2025     | Adelaide        | Twarda       | Laura Siegemund          | Guo Hanyu Aleksandra Panowa           | 5:7, 4:6             |
| Zwyciężczyni  | 8. | 22 czerwca 2025      | Nottingham      | Trawiasta    | Laura Siegemund          | Anna Danilina Ena Shibahara           | 6:3, 6:2             |

## Finały turniejów WTA 125

### Gra pojedyncza 1 (1–1)
| Końcowy wynik | Nr | Data         | Turniej    | Nawierzchnia | Przeciwniczka | Wynik finału |
| ------------- | -- | ------------ | ---------- | ------------ | ------------- | ------------ |
| Zwyciężczyni  | 1. | 8 maja 2022  | Saint-Malo | Ceglana      | Anna Blinkowa | 7:6(3), 6:3  |
| Finalistka    | 1. | 15 maja 2022 | Paryż      | Ceglana      | Claire Liu    | 3:6, 4:6     |

### Gra podwójna 1 (1–0)
| Końcowy wynik | Nr | Data         | Turniej | Nawierzchnia | Partnerka           | Przeciwniczki                 | Wynik finału   |
| ------------- | -- | ------------ | ------- | ------------ | ------------------- | ----------------------------- | -------------- |
| Zwyciężczyni  | 1. | 14 maja 2022 | Paryż   | Ceglana      | Kristina Mladenovic | Miyu Katō Oksana Kalasznikowa | 5:7, 6:4, 10–4 |

## Występy w Turnieju Mistrzyń

### W grze podwójnej
| Rok  | Rezultat     | Partnerka     | Przeciwniczki                                                                                             | Wynik                               |
| 2022 | Faza grupowa | Anna Danilina | Gabriela Dabrowski Giuliana Olmos Wieronika Kudiermietowa Elise Mertens Ludmyła Kiczenok Jeļena Ostapenko | 7:5, 6:0 3:6, 4:6 7:6(7), 4:6, 8–10 |

## Występy w Turnieju WTA Elite Trophy

### W grze pojedynczej
| Rok  | Rezultat   | Przeciwniczka | Wynik           |
| 2023 | Zwycięstwo | Zheng Qinwen  | 7:6(11), 7:6(4) |

### W grze podwójnej
| Rok  | Rezultat   | Partnerka               | Przeciwniczki             | Wynik    |
| 2023 | Zwycięstwo | Wieronika Kudiermietowa | Miyu Katō Aldila Sutjiadi | 6:3, 6:3 |

## Finały turniejów ITF
| turnieje z pulą nagród 100 000 $   |
| turnieje z pulą nagród 75/80 000 $ |
| turnieje z pulą nagród 50/60 000 $ |
| turnieje z pulą nagród 40 000 $    |
| turnieje z pulą nagród 25 000 $    |
| turnieje z pulą nagród 15 000 $    |
| turnieje z pulą nagród 10 000 $    |

### Gra pojedyncza 25 (17–8)
| Rezultat     |     | Data       | Turniej            | ($)     | Naw.    | Przeciwniczka          | Wynik             |
| Finalistka   | 1.  | 07/08/2011 | São Paulo          | 10 000  | Ceglana | Maria Fernanda Alves   | 6:4, 5:7, 3:6     |
| Zwyciężczyni | 1.  | 24/10/2011 | Goiânia            | 10 000  | Ceglana | Bárbara Luz            | 6:2, 6:0          |
| Zwyciężczyni | 2.  | 02/04/2012 | Ribeirão Preto     | 10 000  | Twarda  | Natasha Fourouclas     | 6:0, 6:1          |
| Zwyciężczyni | 3.  | 25/03/2013 | Ribeirão Preto     | 10 000  | Ceglana | Andrea Benítez         | 7:6(2), 6:2       |
| Zwyciężczyni | 4.  | 15/04/2013 | Antalya            | 10 000  | Twarda  | Tereza Martincová      | 6:4, 6:3          |
| Finalistka   | 2.  | 25/05/2013 | Caserta            | 25 000  | Ceglana | Renata Voráčová        | 4:6, 1:6          |
| Finalistka   | 3.  | 23/06/2013 | Lenzerheide        | 25 000  | Ceglana | Laura Siegemund        | 2:6, 3:6          |
| Finalistka   | 4.  | 29/06/2015 | Breda              | 15 000  | Ceglana | Bernarda Pera          | 1:6, 6:7(8)       |
| Finalistka   | 5.  | 01/12/2014 | Mérida             | 25 000  | Twarda  | Patricia Maria Țig     | 6:3, 3:6, 1:6     |
| Finalistka   | 6.  | 09/10/2016 | Pula               | 25 000  | Ceglana | Martina Trevisan       | 3:6, 4:6          |
| Zwyciężczyni | 5.  | 06/11/2016 | Scottsdale         | 50 000  | Twarda  | Kristie Ahn            | 7:6(4), 7:6(2)    |
| Zwyciężczyni | 6.  | 13/11/2016 | Waco               | 50 000  | Twarda  | Grace Min              | 6:2, 3:6, 6:1     |
| Zwyciężczyni | 7.  | 05/03/2017 | Clare              | 25 000  | Twarda  | Markéta Vondroušová    | 6:2, 6:2          |
| Zwyciężczyni | 8.  | 14/05/2017 | Cagnes-sur-Mer     | 100 000 | Ceglana | Jil Teichmann          | 6:3, 6:3          |
| Finalistka   | 7.  | 04/11/2018 | Tyler              | 80 000  | Twarda  | Whitney Osuigwe        | 3:6, 4:6          |
| Zwyciężczyni | 9.  | 06/09/2020 | Montemor-o-Novo    | 25 000  | Twarda  | Jodie Burrage          | 6:1, 6:4          |
| Finalistka   | 8.  | 13/09/2020 | Figueira da Foz    | 25 000  | Twarda  | Georgina García Pérez  | 7:6(10), 5:7, 4:6 |
| Zwyciężczyni | 10. | 20/09/2020 | Santarém           | 15 000  | Twarda  | Martyna Kubka          | 6:0, 6:0          |
| Zwyciężczyni | 11. | 27/09/2020 | Porto              | 15 000  | Twarda  | Ingrid Gamarra Martins | 6:3, 6:2          |
| Zwyciężczyni | 12. | 18/10/2020 | Funchal            | 15 000  | Twarda  | Francisca Jorge        | 6:3, 6:3          |
| Zwyciężczyni | 13. | 04/04/2021 | Villa María        | 25 000  | Ceglana | Francesca Jones        | 5:7, 6:4, 6:2     |
| Zwyciężczyni | 14. | 11/04/2021 | Córdoba            | 25 000  | Ceglana | Panna Udvardy          | 6:2, 6:2          |
| Zwyciężczyni | 15. | 13/06/2021 | Montemor-o-Novo    | 25 000  | Twarda  | Mariam Bolkwadze       | 6:4, 6:4          |
| Zwyciężczyni | 16. | 05/09/2021 | Collonge-Bellerive | 60 000  | Ceglana | İpek Öz                | 5:7, 6:1, 6:4     |
| Zwyciężczyni | 17. | 12/09/2021 | Montreux           | 60 000  | Ceglana | Francesca Jones        | 6:4, 6:3          |

### Gra podwójna 15 (9–6)
| Rezultat     |    | Data       | Turniej         | ($)      | Naw.      | Partnerka                | Przeciwniczki                          | Wynik             |
| Zwyciężczyni | 1. | 20/09/2010 | Mogi das Cruzes | 10 000   | Ceglana   | Flávia Guimarães Bueno   | Maria Fernanda Alves Natasha Lotuffo   | 6:1, 6:3          |
| Zwyciężczyni | 2. | 01/08/2011 | São Paulo       | 10 000   | Ceglana   | Carla Forte              | Isabella Robbiani Kyra Schroff         | 6:7(5), 6:3, 10–7 |
| Zwyciężczyni | 3. | 24/10/2011 | Goiânia         | 10 000   | Ceglana   | Paula Cristina Gonçalves | Flávia Dechandt Araújo Karina Venditti | 6:4, 5:7, 12–10   |
| Finalistka   | 1. | 13/04/2013 | Antalya         | 10 000   | Twarda    | Bárbara Luz              | Irina Bara Diana Buzean                | 5:7, 1:6          |
| Finalistka   | 2. | 14/06/2014 | Amstelveen      | 10 000   | Ceglana   | Tatiana Búa              | Bernarda Pera Wiktorija Tomowa         | 0:6, 1:2 krecz    |
| Zwyciężczyni | 4. | 22/06/2014 | Alkmaar         | 10 000   | Ceglana   | Bernarda Pera            | Charlotte van der Meij Mandy Wagemaker | 6:1, 1:6, 10–5    |
| Finalistka   | 3. | 01/02/2015 | Sunrise         | 25 000   | Ceglana   | Paula Cristina Gonçalves | Anna Kalinska Katerina Stewart         | 6:7(6), 7:5, 6–10 |
| Finalistka   | 4. | 15/05/2015 | Saint-Gaudens   | 50 000+H | Ceglana   | Nicole Melichar          | Mariana Duque Mariño Julja Gluszko     | 6:1, 6:7(5), 4–10 |
| Zwyciężczyni | 5. | 29/05/2015 | Grado           | 25 000   | Ceglana   | Viktorija Golubic        | Sharon Fichman Katarzyna Piter         | 6:3, 6:2          |
| Zwyciężczyni | 6. | 22/01/2016 | Guarujá         | 25 000   | Twarda    | Paula Cristina Gonçalves | Laura Pigossi Jil Teichmann            | 6:7(3), 7:5, 10–7 |
| Zwyciężczyni | 7. | 28/02/2017 | Clare           | 25 000   | Twarda    | Genevieve Lorbergs       | Alison Bai Erika Sema                  | 6:4, 6:3          |
| Finalistka   | 5. | 11/05/2019 | Cagnes-sur-Mer  | 80 000   | Ceglana   | Luisa Stefani            | Anna Blinkowa Xenia Knoll              | 6:4, 2:6, 12–14   |
| Zwyciężczyni | 8. | 23/06/2019 | Ilkley          | 100 000  | Trawiasta | Luisa Stefani            | Ellen Perez Arina Rodionowa            | 6:4, 6:7(5), 10–4 |
| Zwyciężczyni | 9. | 13/09/2020 | Figueira da Foz | 25 000+H | Twarda    | Ingrid Gamarra Martins   | Jacqueline Cabaj Awad Inês Murta       | 7:5, 6:1          |
| Finalistka   | 6. | 17/10/2020 | Funchal         | 15 000   | Twarda    | Ingrid Gamarra Martins   | Arianne Hartono Eva Vedder             | 6:4, 1:6, 7–10    |

## Finały juniorskich turniejów wielkoszlemowych

### Gra podwójna (2)
| Końcowy wynik | Rok  | Turniej     | Nawierzchnia | Partnerka           | Przeciwniczki                         | Wynik finału   |
| Finalistka    | 2012 | French Open | Ceglana      | Montserrat González | Darja Gawriłowa Irina Chromaczowa     | 6:4, 4:6, 8–10 |
| Finalistka    | 2013 | French Open | Ceglana      | Doménica González   | Barbora Krejčíková Kateřina Siniaková | 5:7, 2:6       |

## Zwycięstwa nad zawodniczkami klasyfikowanymi w danym momencie w czołowej dziesiątce rankingu WTA
Stan na 12.07.2025
| Rok     | 2019 | 2020 | 2021 | 2022 | 2023 | 2024 | 2025 | Łącznie |
| Wygrane | 1    | 0    | 1    | 3    | 4    | 2    | 1    | 11      |

| #    | Zawodnik          | Ranking | Turniej                                | Nawierzchnia   | Runda | Wynik            |
| ---- | ----------------- | ------- | -------------------------------------- | -------------- | ----- | ---------------- |
| 2019 |                   |         |                                        |                |       |                  |
| 1.   | Sloane Stephens   | Nr 4    | Acapulco, Meksyk                       | Twarda         | 2R    | 6:3, 6:3         |
| 2021 |                   |         |                                        |                |       |                  |
| 2.   | Karolína Plíšková | Nr 3    | Indian Wells, Stany Zjednoczone        | Twarda         | 3R    | 6:3, 7:5         |
| 2022 |                   |         |                                        |                |       |                  |
| 3.   | Maria Sakari      | Nr 3    | Miami, Stany Zjednoczone               | Twarda         | 2R    | 4:6, 6:1, 6:2    |
| 4.   | Maria Sakari      | Nr 5    | Nottingham, Wielka Brytania            | Trawiasta      | QF    | 6:4, 4:6, 6:3    |
| 5.   | Iga Świątek       | Nr 1    | Toronto, Kanada                        | Twarda         | 3R    | 6:4, 3:6, 7:5    |
| 2023 |                   |         |                                        |                |       |                  |
| 6.   | Jelena Rybakina   | Nr 10   | Abu Zabi, Zjednoczone Emiraty Arabskie | Twarda         | QF    | 3:6, 6:3, 6:2    |
| 7.   | Darja Kasatkina   | Nr 8    | Doha, Katar                            | Twarda         | 2R    | 6:3, 7:6(7)      |
| 8.   | Jelena Rybakina   | Nr 7    | Stuttgart, Niemcy                      | Ceglana (hala) | 2R    | 6:1, 3:1 krecz   |
| 9.   | Uns Dżabir        | Nr 7    | French Open, Paryż                     | Ceglana        | QF    | 3:6, 7:6(5), 6:1 |
| 2024 |                   |         |                                        |                |       |                  |
| 10.  | Uns Dżabir        | Nr 6    | Abu Zabi, Zjednoczone Emiraty Arabskie | Twarda         | QF    | 6:3, 6:4         |
| 11.  | Maria Sakkari     | Nr 6    | Madryt, Hiszpania                      | Twarda         | 4R    | 6:4, 6:4         |
| 2025 |                   |         |                                        |                |       |                  |
| 12.  | Emma Navarro      | Nr 9    | Strasburg, Francja                     | Ceglana        | QF    | 3:6, 7:6(3), 6:2 |

## Występy w igrzyskach olimpijskich

### Gra pojedyncza
| Runda                                                                          | Przeciwniczka                             | Wynik         |
| ------------------------------------------------------------------------------ | ----------------------------------------- | ------------- |
|                                                                                |                                           |               |
| Letnie Igrzyska Olimpijskie w Paryżu 2024, reprezentując państwo Brazylia [14] |                                           |               |
| I runda                                                                        | Francja: Warwara Graczowa                 | 6:4, 4:6, 6:0 |
| II runda                                                                       | Słowacja: Anna Karolína Schmiedlová [ITF] | 4:6, 4:6      |

### Gra podwójna
| Runda                                                                     | Partnerka         | Przeciwniczki                                   | Wynik    |
| ------------------------------------------------------------------------- | ----------------- | ----------------------------------------------- | -------- |
|                                                                           |                   |                                                 |          |
| Letnie Igrzyska Olimpijskie w Paryżu 2024, reprezentując państwo Brazylia |                   |                                                 |          |
| I runda                                                                   | Luisa Stefani [6] | Chiny: Yuan Yue / Zhang Shuai [PR]              | 6:4, 6:4 |
| II runda                                                                  | Luisa Stefani [6] | Wielka Brytania: Katie Boulter / Heather Watson | 3:6, 4:6 |